# ウゴリーノ・デッラ・ゲラルデスカ

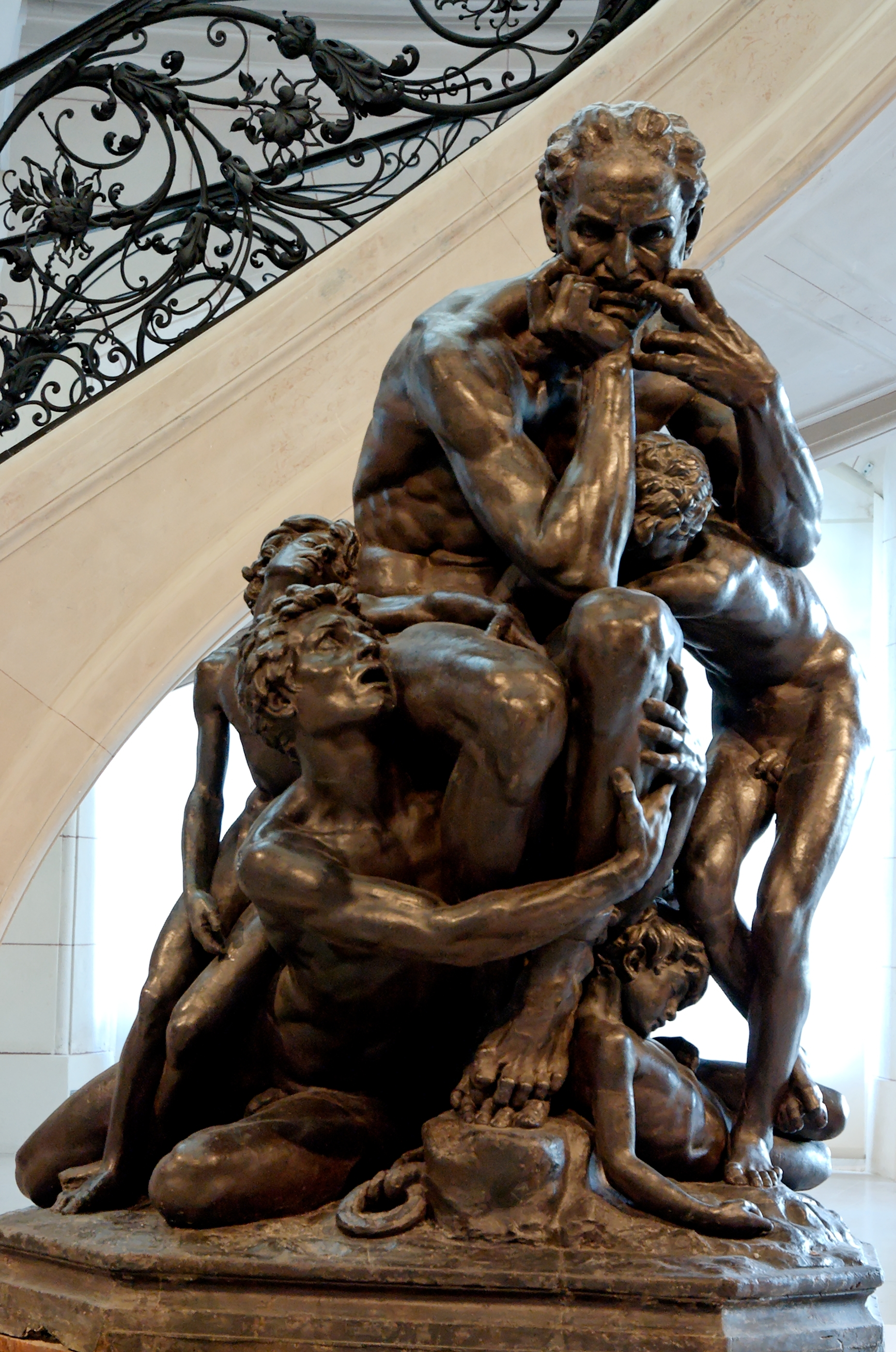
ウゴリーノ、ジャン＝バティスト・カルポー作、1861年、プティ・パレ所蔵

ウゴリーノ・デッラ・ゲラルデスカ （伊: Ugolino della Gherardesca, 1220年頃 - 1289年3月）は、中世イタリアの貴族。ドノラティコ伯。ピサの名家であり、ギベリン（皇帝派）のゲラルデスカ家の当主で、海軍提督を務めた。ダンテ・アリギエーリ作『神曲』地獄篇に登場する人物としても知られる。

## 生涯
ウゴリーノは、ロンゴバルド王国からの流れをくむ貴族として、ピサで生まれた。
ピサにはゲラルデスカ家の他、ゲルフ（教皇派）の名家ヴィスコンティ家があった。1271年、ウゴリーノの姉がヴィスコンティ家のガッルーラ判事ジョヴァンニ・ヴィスコンティと結婚し、両家が同盟関係になったことでウゴリーノはギベリンから疑惑を持たれることになった。
1274年、トスカーナのゲルフの支援を受けてピサの弱体化を企んだ廉でウゴリーノとジョヴァンニは逮捕され、ウゴリーノは投獄、ジョヴァンニは追放処分となった。ジョヴァンニは1275年に死に、ウゴリーノはもはや危険人物でないとみなされ解放され、ピサから姿を消した。しかし彼はすぐにピサと相容れないゲルフに属するフィレンツェ、ルッカと陰謀をめぐらせ、ナポリ王カルロ1世がピサを攻撃する手助けをし、ピサに彼と他の全てのゲルフの追放者を赦免するという屈辱的な和平を強いた。帰国後、ウゴリーノは政治とは距離を置いたが、隠然たる影響力を保持していた。
1284年に、ピサとジェノヴァの間に戦争が起きると、ウゴリーノはピサの一艦隊の指揮官の地位を与えられた。メローリアの海戦では彼の逃走によってピサは大敗北を喫した。しかし、ウゴリーノは1284年にポデスタ（共和国の行政長官。神聖ローマ皇帝の代理となる）を、そして1286年には市民隊長（capitano del popolo）に選出された。
フィレンツェとルッカが、ジェノヴァとの戦いで敗北したピサの隙につけいろうとしたが、ウゴリーノは一部の城を割譲することで両国をなだめることに成功した。しかし彼は、多くがギベリンで占められているピサ人捕虜の返還が伴い、自身の権力を失いかねないジェノヴァとの和平には消極的であった。
ウゴリーノは、実の甥（ジョヴァンニの息子）ニーノ・ヴィスコンティとの二頭政治を始めるが、両者はすぐに諍いを起こすようになった。1287年、ニーノはポデスタの地位を求めてピサ大司教でギベリンのルッジェーリ・デッリ・ウバルディーニと交渉を始めた。ウゴリーノは報復にニーノと幾つかのギベリンの家族を追放し、彼らの屋敷を破壊した。そして市庁舎を占拠して自身がピサの領主であると宣言した。
同年4月、ウゴリーノは長期にわたり虜囚の身となったことで彼に復讐を誓っているピサ人捕虜の帰国を恐れ、賠償金の支払いで相手が納得しかけていたジェノヴァとの和平を再び拒否した。

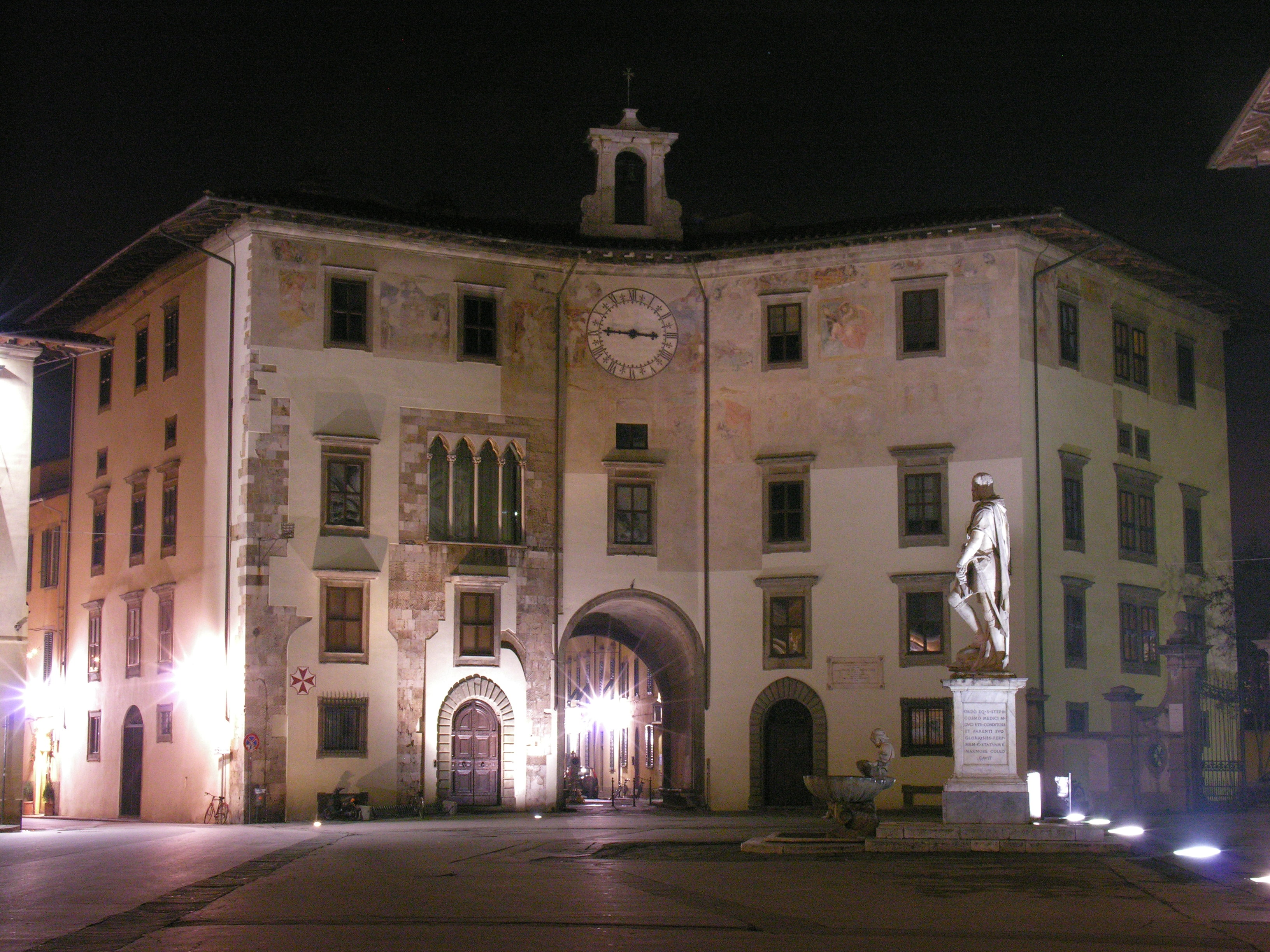
ピサのオロロジオ邸。グアランディ塔の跡地に建てられた

1288年、激しい物価上昇に見舞われたピサでは、市民間で飢餓と暴動が頻発した。その最中、ウゴリーノはルッジェーリの甥を暗殺した。7月1日、ジェノヴァとの和平交渉の席を中座した直後、ウゴリーノと部下たちは武装したギベリンの一団に襲撃された。ウゴリーノは市庁舎に退避し、攻撃を撃退した。ルッジェーリはウゴリーノを裏切り者と非難し、市民を扇動した。市庁舎に火がかけられ、ウゴリーノは投降した。ウゴリーノは逮捕され、息子ガッドとウグッチョーネ、孫のニーノそしてアンセルムッチョとともにグアランディ塔に投獄された。1289年3月、ポデスタとなったルッジェーリの命令で牢獄の鍵はアルノ川に投棄され、ウゴリーノらは監禁されたまま、食料を断たれて餓死した。
5人の遺骸は、ピサのサン・フランチェスコ教会の回廊の壁に埋葬され、1902年に掘り起こされゲラルデスカ家の礼拝堂に改葬された。

## 伝説

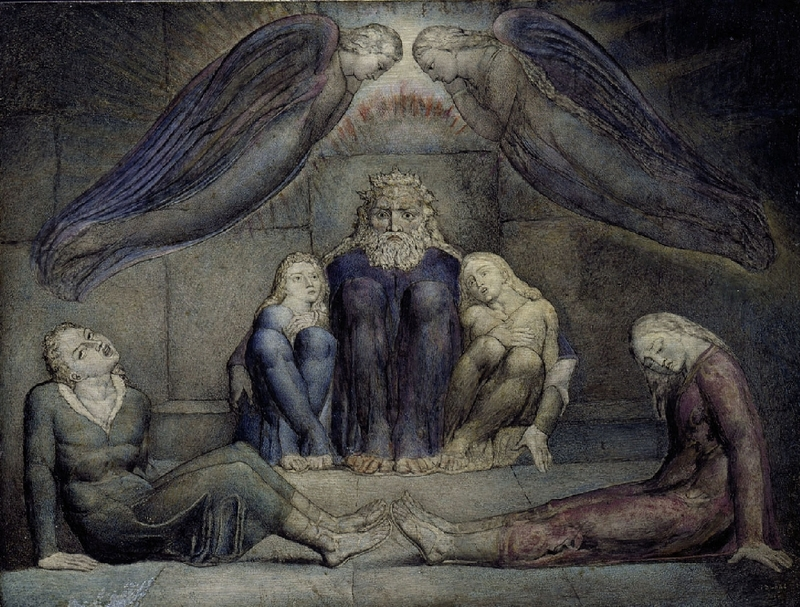
ウィリアム・ブレイクが1826年頃に描いた、獄房の中のウゴリーノと息子たち

この挿話の歴史的な詳細は、ジョヴァンニ・ヴィッラーニ他複数の作家によって記述がなされていても、いまだ一部不明のままである。その名声は全てダンテに帰因する。『神曲』の地獄篇、第9圏裏切り者の地獄・第2の円アンテノーラの氷の中に、ウゴリーノとルッジェーリがいる。祖国への反逆、子と孫たちを飢えから食べたとして、その悪業のためにウゴリーノは罰を受けている。ウゴリーノは、自らを裏切ったうえ塔に監禁した、ルッジェーリの頭蓋を絶え間なく齧り脳を食らっている（canto xxxii. 124-140 and xxxiii. 1-90）。この恐ろしく壮麗な行程は、ウォルター・サヴェイジ・ランドーによれば、3詩の全体を支配するうちのどんな他の30行によっても比べるもののない30行が含まれている。また、この挿話はジェフリー・チョーサーの『カンタベリー物語』修道院僧の話、パーシー・ビッシュ・シェリーがわかりやすく意訳している。アイルランドの詩人シェイマス・ヒーニーも、1979年発表の著作『Field Book』においてウゴリーノという詩で詳述している。
しかし、なぜダンテはウゴリーノを裏切り者の中においたのかという理由、どんな意味があるのか不明である。メローリアの海戦での逃亡は、16世紀以前のどの作家も反逆罪とみなしていないのである。ダニエッラ・バルトリはその著作の中で、ウゴリーノがギベリンと同盟を結んでいたことが動機であると示唆している。城の譲渡は反逆でないが必要に迫られての行いで、ピサの絶望的な状況のためであるとする。

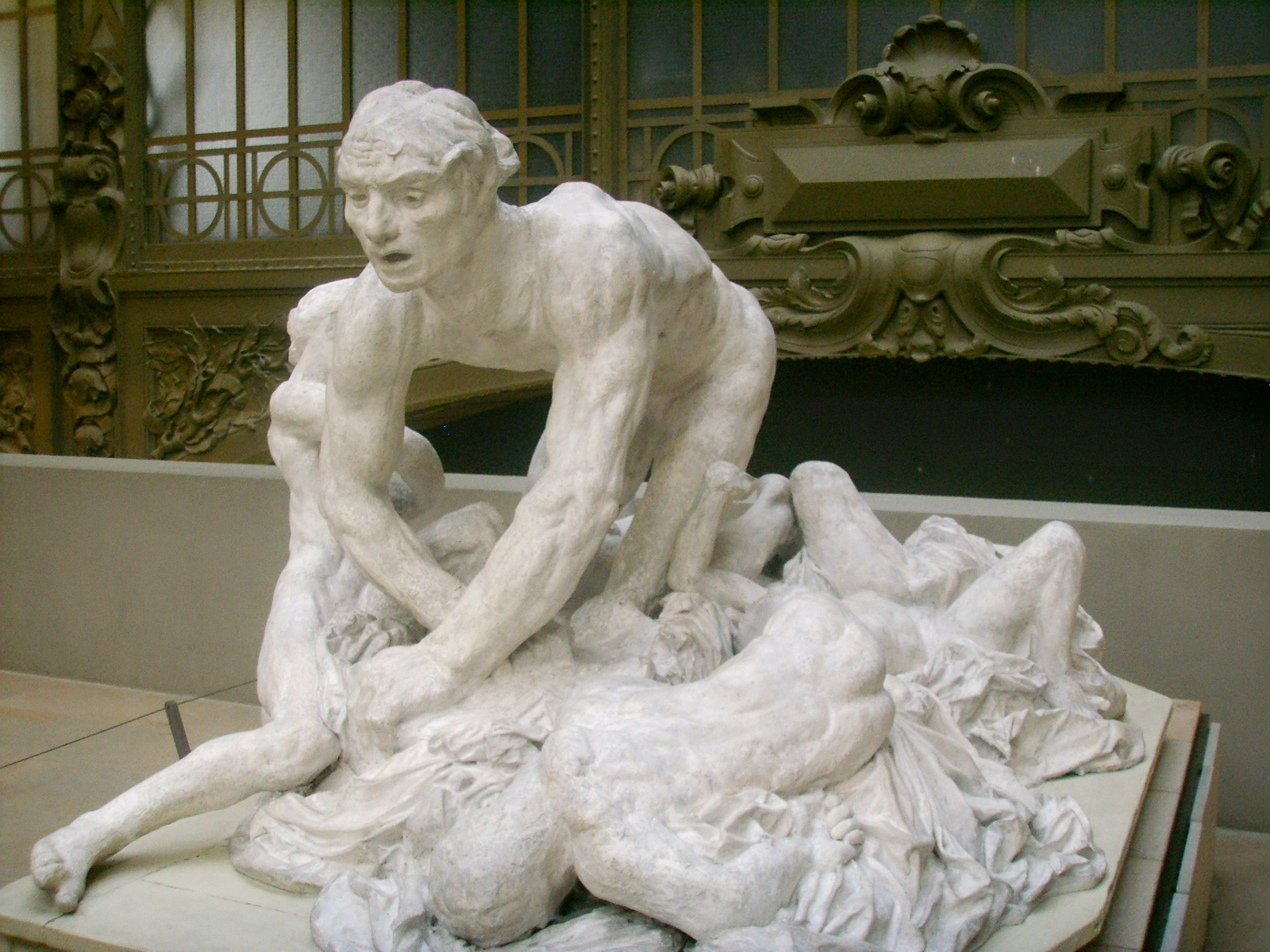
ウゴリーノ伯爵、オーギュスト・ロダン、オルセー美術館蔵

ダンテによると、ウゴリーノたちは餓えてゆっくりと死に至るようにされた。ウゴリーノの瀕死の息子たちは、自分たちが死んだら自分たちの体を食べるよう父に請うた。最後、ウゴリーノは、「自分は盲目となり、息子と孫たちが死んだことがわかった。私は彼らの死から2日間生きた。そして飢えが深い苦悩より勝ることを証明した」と述べる。この行は、2つのやり方で解釈してもいい。ウゴリーノは自らの子孫たちの亡骸を、飢えで狂った後にむさぼり食った。また、おそらく彼は苦悩のあまりに死ぬのに失敗し、飢餓状態で死んだことを意味しているとも。始めのものはこれらの解釈のさらにぞっとするもので、一般的で反響の大きいことを証明した。これがウゴリーノが“人食い伯爵”として知られる理由であり、これはしばしば非常な驚きでウゴリーノが自身の手の指を齧っている描写にされた（彼の恐ろしい罪、自分の肉を食らうという表現）。オーギュスト・ロダンの『地獄の門』、ジャン＝バティスト・カルポーの『ウゴリーノと息子たち』といった彫刻作品で表現されている。ウゴリーノは、地獄篇で忌むべき悪霊、そして罰を受けるデーモンの両面で現れている。頭以外は第9圏の氷の中に陥れられ、彼は永遠に仇のルッジェーリの頭蓋を執念深くかみ砕いているのである。
ジョゼ・サラマーゴの小説『リカルド・レイスの死の年』では、ある女性に、彼女のフォックスハウンドのメス犬が、異なる犬種のオス犬との間に生まれた自分の子犬を食べるのを発見したことについて訊ねられた主人公レイスが、犬の名を「適している」としてウゴリーナとした。そして『ゲルフとギベリンの歴史』、自分の息子と孫たちを食べてしまったウゴリーノ・デッラ・ゲラルデスカの登場する『神曲』を引用した。ウゴリーナはこの小説の中でさらに2度言及されている。

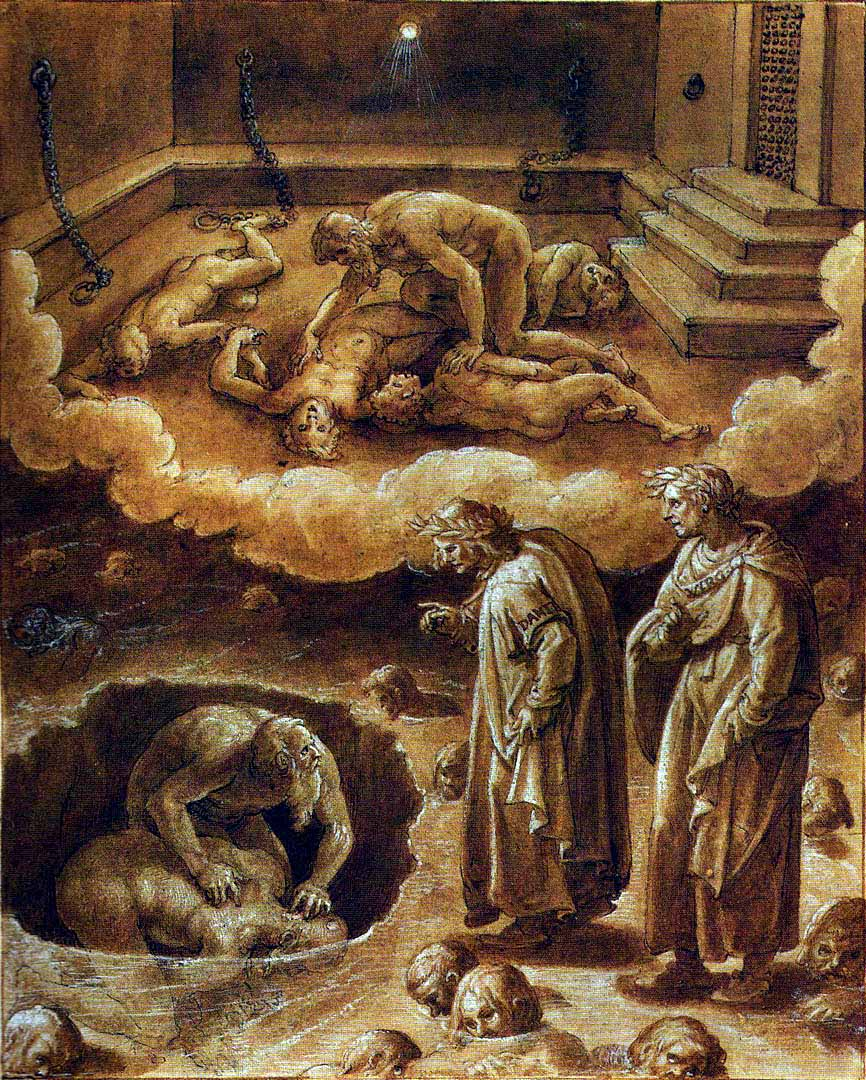
ダンテに自らの悲劇を語るウゴリーノ。神曲の挿絵。
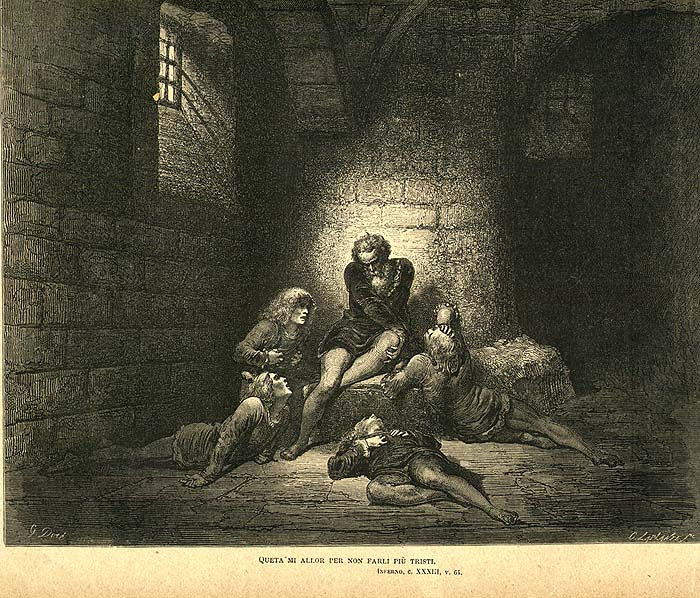
飢えで瀕死の子供と孫たちが、ウゴリーノに自分たちを食らって生き延びるよう懇願している
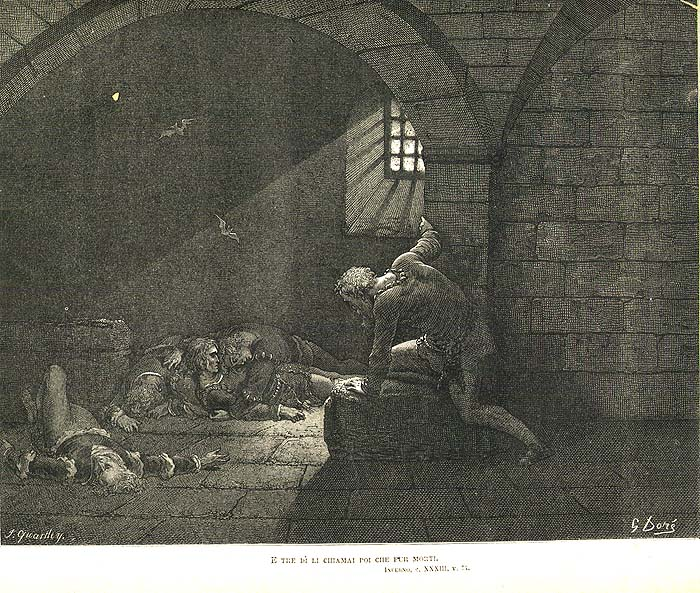
息絶えた子供と孫たちを見つめるウゴリーノ、ギュスターヴ・ドレ作

## 科学的分析
2002年、イタリアの考古学者でピサ大学のフランチェスコ・マッレーニは、ウゴリーノとその子供たちと信じられている亡骸を発見した。DNA分析で、父親、息子たち、そして孫たちのものと確認された。現在のゲラルデスカ家の人々から提供されたDNAとの特別な対照は、およそ98％がそれら遺骸と一致する結果を残した。論争の分析がカニバリズムの物語を信じるに足らないとした。ウゴリーノとされる遺骸の肋骨の分析で、マグネシウムの痕跡はあるが亜鉛はなく、これは彼が死ぬ前になんの肉もむさぼり食っていないことを意味していた。明らかにゲラルデスカの悲劇の飢餓部分は、少なくとも一部が誤りを訂正された。ウゴリーノには歯がわずかに残っていた。一般的に、彼は投獄当時には70代であったと信じられ、健康も優れなかったとされる。ウゴリーノの息子たちは当時40代、孫たちは20代前後であったとされる。そうなると、彼が生き残り、カニバリズムは必要だとして自らの子孫を拘留期間に食べたということが、さらにありそうもない。 
加えて、マッレーニはウゴリーノのものとされる頭蓋骨は損傷していたと記している。おそらく彼は、栄養不良がみられたけれども、飢餓で息絶えたのではなかった。2003年、マッレーニはウゴリーノとされる遺骸の研究に関するイタリア語の著作を出版した。しかし2008年、トスカーナ公文書遺産の管理官パオラ・ベニーニは、ウゴリーノと彼の子孫とされる遺骸はファシスト政権時代につくられた偽物として墓所にあてがわれたという文書を主張し、マッレーニの研究と争う論文を出版した。

## 参照
Mallegni, Francesco; M. Luisa Ceccarelli Lemut (2003). Il conte Ugolino di Donoratico tra antropologia e storia. ISBN 88-8492-059-0
Benigni, Paola; Massimo Becattini (2008). Ugolino della Gherardesca: cronaca di una scoperta annunciata. Archeologia Viva n 128
- この記事にはアメリカ合衆国内で著作権が消滅した次の百科事典本文を含む: Chisholm, Hugh, ed. (1911). "Della Gherardesca, Ugolino". Encyclopædia Britannica (英語). Vol. 7 (11th ed.). Cambridge University Press. p. 965-966.